# Phyllocnistis wampella
Phyllocnistis wampella is een vlinder uit de familie van de mineermotten (Gracillariidae). De wetenschappelijke naam van de soort werd voor het eerst geldig gepubliceerd in 1985 door Liu & Zeng.